# العلاقات البوتسوانية الساموية
العلاقات البوتسوانية الساموية هي العلاقات الثنائية التي تجمع بين بوتسوانا وساموا.

## مقارنة بين البلدين
هذه مقارنة عامة ومرجعية للدولتين:
| وجه المقارنة                                              | بوتسوانا                       | ساموا                        |
| --------------------------------------------------------- | ------------------------------ | ---------------------------- |
| المساحة (كم2)                                             | 581.74 ألف                     | 2.84 ألف                     |
| عدد السكان (نسمة)                                         | 2.29 مليون                     | 196.44 ألف                   |
| الكثافة السكانية (ن./كم²)                                 | 3.94                           | 69.17                        |
| العاصمة                                                   | غابورون                        | أبيا                         |
| اللغة الرسمية                                             | لغة إنجليزية                   | لغة إنجليزية، اللغة الساموية |
| العملة                                                    | بولا بوتسواني                  | تالا ساموي                   |
| الناتج المحلي الإجمالي (بليون دولار)                      | 17.41 مليار                    | 856.63 مليون                 |
| الناتج المحلي الإجمالي (تعادل القوة الشرائية) بليون دولار | 35.84 مليار                    | 1.15 مليار                   |
| الناتج المحلي الإجمالي الاسمي للفرد دولار أمريكي          | 6.36 ألف                       | 3.94 ألف                     |
| الناتج المحلي الإجمالي للفرد دولار أمريكي                 | 16.10 ألف                      | 5.79 ألف                     |
| مؤشر التنمية البشرية                                      | 0.698                          | 0.702                        |
| رمز المكالمات الدولي                                      | +267                           | +685                         |
| رمز الإنترنت                                              | .bw                            | .ws                          |
| المنطقة الزمنية                                           | ت ع م+02:00، توقيت وسط إفريقيا | ت ع م+13:00                  |

## منظمات دولية مشتركة
يشترك البلدان في عضوية مجموعة من المنظمات الدولية، منها:
| علم المنظمة | اسم المنظمة                                 | تاريخ انضمام بوتسوانا | تاريخ انضمام ساموا |
| ----------- | ------------------------------------------- | --------------------- | ------------------ |
|             | مؤسسة التنمية الدولية                       | 24 يوليو 1968         | 28 يونيو 1974      |
|             | يونسكو                                      | 16 يناير 1980         | 3 أبريل 1981       |
|             | وكالة ضمان الاستثمار متعدد الأطراف          | 15 مايو 1990          | 27 سبتمبر 2002     |
|             | الأمم المتحدة                               | 17 أكتوبر 1966        | 15 ديسمبر 1976     |
|             | مجموعة دول أفريقيا والكاريبي والمحيط الهادئ | ?                     | ?                  |
|             | دول الكومنولث                               | ?                     | ?                  |
|             | الاتحاد البريدي العالمي                     | ?                     | ?                  |
|             | البنك الدولي للإنشاء والتعمير               | 24 يوليو 1968         | 28 يونيو 1974      |
|             | الاتحاد الدولي للاتصالات                    | 2 أبريل 1968          | 7 أكتوبر 1988      |
|             | منظمة حظر الأسلحة الكيميائية                | ?                     | ?                  |
|             | مؤسسة التمويل الدولية                       | 23 مارس 1979          | 28 يونيو 1974      |
|             | المركز الدولي لتسوية المنازعات الاستشارية   | 14 فبراير 1970        | 25 مايو 1978       |
|             | منظمة التجارة العالمية                      | ?                     | ?                  |
|             | منظمة الشرطة الجنائية الدولية               | ?                     | ?                  |

## وصلات خارجية
- موقع وزارة الخارجية البوتسوانية